# Fitzroy Crossing
Fitzroy Crossing är en ort i Australien. Den ligger i kommunen Derby-West Kimberley och delstaten Western Australia, omkring 1 800 kilometer nordost om delstatshuvudstaden Perth. Antalet invånare är 925.
Trakten runt Fitzroy Crossing är nära nog obefolkad, med mindre än två invånare per kvadratkilometer.. Det finns inga andra samhällen i närheten.
Trakten runt Fitzroy Crossing består i huvudsak av gräsmarker. Genomsnittlig årsnederbörd är 806 millimeter. Den regnigaste månaden är januari, med i genomsnitt 268 mm nederbörd, och den torraste är augusti, med 1 mm nederbörd.